# Ilha Medny
A ilha Medny ou ilha do Cobre (em russo:  о́стров Ме́дный) é uma ilha da Rússia, com 186 km2 de área e situada no mar de Bering, sendo a segunda em área das ilhas Comandante, grupo pertencente às ilhas Aleutas. Está a leste da ilha de Bering, separada pelo estreito do Almirante Kuznetsov, e ambas a leste da península de Camecháteca. Cerca de 100 metros a noroeste de Medny existem dois ilhéus rochosos (Бобровые камни) unidos por um istmo, que juntos se estendem ao longo de 1 km.
O explorador Vitus Bering avistou a ilha na sua expedição de 1741 mas não desembarcou. No final do século XIX foi fundada a localidade de Preobrazhenskoye, cujos habitantes se dedicaram principalmente à caça à baleia. Na década de 1960 a população mudou-se para a ilha de Bering. Até 2001, manteve-se um posto fronteiriço. A ilha está presentemente deserta.